# Hřbitov Montjuic
Hřbitov Montjuic, oficiálně hřbitov Sur-Oeste, v Barceloně, zaujímá téměř celý jižní svah pahorku Montjuic.
Hřbitov byl otevřen 17. března 1883. Malé barcelonské hřbitovy byly kapacitně vyčerpány a proto bylo rozhodnuto založit velký hřbitov v nepříliš velké vzdálenosti od centra. Plány k jeho výstavbě zhotovil barcelonský architekt Leandre Albareda. Charakteristickým znakem tohoto místa je eklektismus.
V roce 2004 vznikla La Ruta de los Cementerios de Barcelona která vede po turisticky zajímavých hřbitovech Barcelony. Hřbitov Montjuic je její důležitou zastávkou.

## Pohřbení
- Isaac Albéniz (1860-1909), hudebník
- Victoria de los Ángeles (1923-2005), sopranistka
- Víctor Arriazu y Calleja (1935-1997), malíř
- Francisco Ascaso (1901-1936), anarchista
- Hans Beimler (1895-1936), německý politik
- Joaquín Blume (1933-1959), gymnasta
- Francesc Cambó (1876-1947), politik
- Josep Carner (1884-1970), básník
- Ramon Casas (1866-1932), malíř
- Ildefons Cerdà (1815.1876), architekt
- Lluís Companys (1882-1940)
- Buenaventura Durruti (1896-1936), anarchista
- Antonio Escobar (1879-1940), generál
- Josep Lluís Facerias (1920-1957), anarchista
- Ángel Fernández Franco, "El Torete", (1960-1991), herec
- Francisco Ferrer Guardia (1859-1909), anarchista
- Joan Gamper (1877-1930), zakladatel FC Barcelona
- Àngel Guimerà (1845-1924), dramaturg
- Anselmo Lorenzo (1841-1914), zakladatel CNT
- Francesc Macià (1859-1933)
- Raquel Meller (1888-1962), herečka
- Joan Miró (1893-1983), výtvarník
- Frederic Mompou (1893-1987), hudebník
- Joan Salvat Papasseit (1894-1924), básník
- Ángel Pestaña (1886-1937), anarchista
- Josep Maria de Porcioles (1904-1993), starosta Barcelony
- Enric Prat de la Riba (1870-1917), politik
- Salvador Puig Antich (1948-1974), anarchista
- Francesc Rius i Taulet (1833-1890), starosta Barcelony
- Bartomeu Robert (1842-1902), starosta Barcelony
- Montserrat Roig (1946-1991), spisovatelka
- Santiago Rusiñol (1861-1931), malíř a spisovatel
- Josep Maria de Sagarra (1894-1961), spisovatel
- Juan Ventosa Calvell (1879-1959), politik a ministr
- Jacint Verdaguer (1845-1902), básník a spisovatel
- Ricardo Zamora (1901-1978), fotbalista
- Sándor Kocsis (1929-1979), maďarský fotbalista